# Kanariesiska
Kanariesiska (Serinus canaria) är en fink som tillhör samma släkte som exempelvis gulhämpling. I domesticerat tillstånd är den en vanlig burfågel och kallas då alltid för kanariefågel. Fågeln har fått sitt namn av att den främst härstammar från Kanarieöarna.

## Utseende och läten
Kanariesiskan blir 13 cm lång. Den är gulgrön på ryggen, med svartaktiga streck och mycket breda, ljust askgråa fjäderkanter. Övergumpen är gulgrön, strupen och frambröstet grönaktigt guldgula, halsens sidor askgråa, bröstet bakåt gulaktigare och buken och undergumpen vitaktiga. Honan är på ovansidan brungrå, på bröstet och strupen grönaktigt guldgul.
Sången är mest lik steglits med många ljusa men även nasala och spruckna toner, snabbt kvitter och dämpade drillar. Bland locklätena hörs grönfinkslika "djuit", grönsiskartade "tiyh", ett ringande "tvi-vi-vi" påminnande om gulhämpling samt ett egenartat, darrande "ti-ti-tyrr".

## Utbredning och biotop

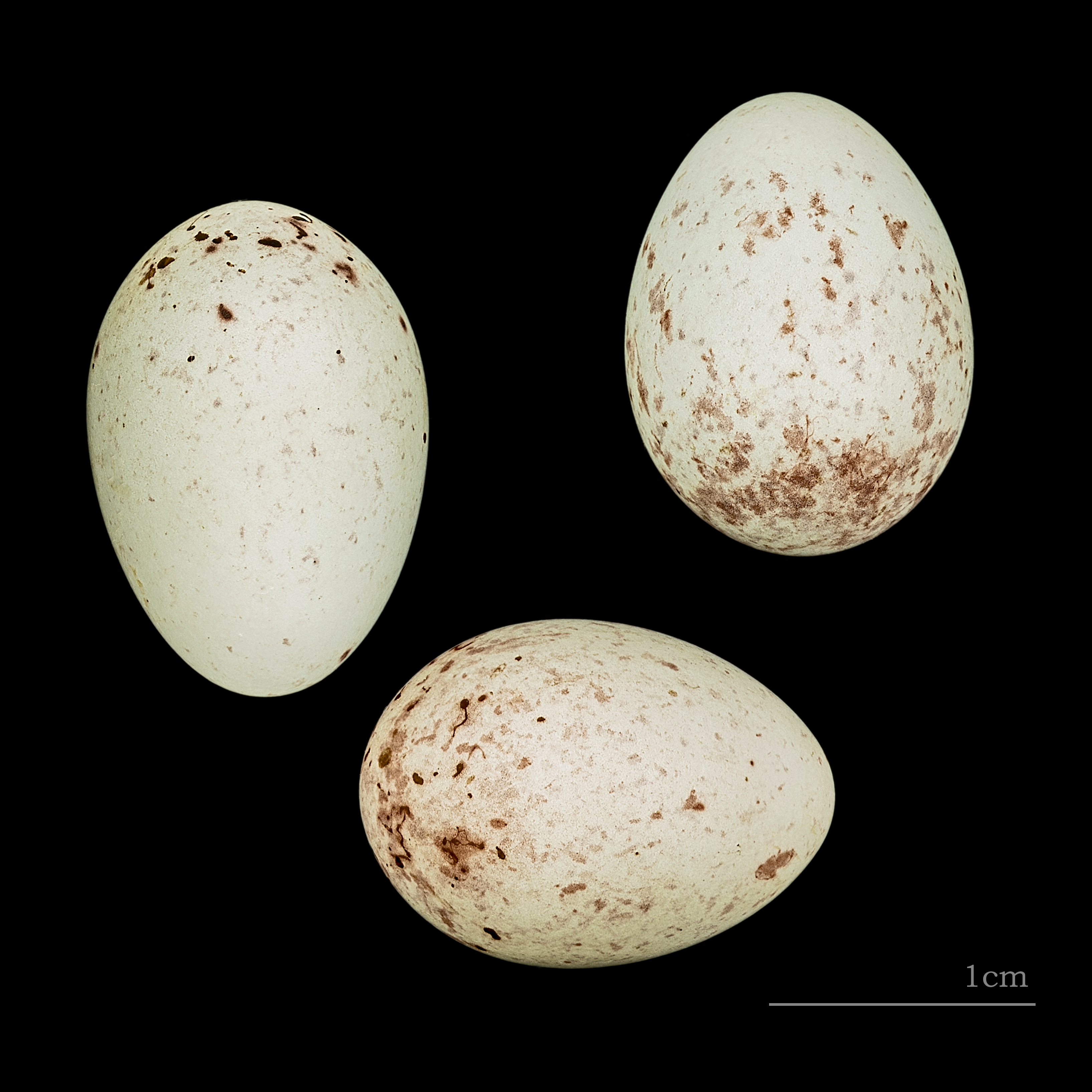
Serinus canaria canaria

I vilt tillstånd förekommer den på Kanarieöarna, Madeira, Azorerna och på Kap Verde-öarna. Den vistas i skogsområden med tätt stående träd och i områden med omväxlande småskog och snår, utefter frodiga strandkanter av bäckar och i trädgårdar. I bergstrakter lever den så högt upp som till 2 000 meter över havet.

## Ekologi
Fågelns föda utgörs av växtdelar, exempelvis frön, späda grönsaker och saftiga frukter, särskilt fikon. Honan lägger 3-4 kullar per år, med upp till 5 ägg per kull. Arten är social och lever en stor del av året i flock. 

## Kanariesiska som sällskapsdjur
Kanariesiskan har hållits som sällskapsdjur sedan det tidiga 1600-talet, och därigenom förändrats till både storlek och utseende. Den domesticerade varianten  (Serinus canaria forma domestica) kallas för kanariefågel och är större än det vilda ursprunget. Den förekommer i många färgkombinationer, till exempel gul, röd, orange och viltfärgad, men oftast enfärgat gul eller vitgul. Ibland liknar kanariefågeln den vilda varianten. De röda kanariefåglarna har avlats fram genom korsning med rödsiska (Spinus cucullatus).
I fångenskap kan de kan leva 10-15 år om inga sjukdomar drabbar dem. De är mycket sociala och trevliga fåglar. Som burfågel föredrar den att slippa filt över buren, och den sover gärna i lite nattljus. De är lekfulla och nyfikna, så ett visst utrymme krävs.
Sången har förändrats ganska lite under domesticeringen, men de vilda fåglarnas sång är vackrare och klangfullare. Kanariehonan kan ganska lätt paras med finkarter ur samma underfamilj (Carduelinae), som till exempel grönsiska, gråsiska, steglits, grönfink och vinterhämpling. Bastarderna sjunger inte så vackert och fortplantar sig inte så lätt sinsemellan, men med mindre svårighet med kanariehonor.

## Status och hot
Även om utbredningsområdet är relativt begränsat är arten talrik och populationen stabil. Utifrån dessa kriterier kategoriserar IUCN arten som livskraftig (LC). Den europeiska populationen, och därmed världspopulationen, tros bestå av mellan 1,5 och drygt 2,5 miljoner häckande par.